# Woonbond
De Woonbond is een Nederlandse landelijke vereniging voor huurders, die 24 november 1990 ontstond uit een fusie van het Landelijk Ombudsteam Stadsvernieuwing (LOS), het Nederlands Verbond van Huurders (NVH) en de Landelijke Organisatie Belangengroepen Huisvesting (LOBH). 
De bond ging van start met 110.000 leden, maar vertegenwoordigde in 2024 inmiddels bijna 1,7 miljoen huurders. De overgrote meerderheid van de leden is aangesloten via een plaatselijke huurdersorganisatie of bewonerscommissie. Daarnaast heeft de Woonbond ook persoonlijke leden.
De Woonbond heeft als doel de (rechts)positie van huurders te verbeteren en richt zich daarvoor vooral op de landelijke overheid en de koepelorganisaties van verhuurders. Als overleg niet het gewenste resultaat oplevert, schroomt de Woonbond niet om de publiciteit te zoeken en actie te voeren. Daarnaast ondersteunt de Woonbond lokale huurdersorganisaties in hun overleg met de verhuurder over het huurbeleid. De bond biedt huurders ook juridische steun, bijvoorbeeld met de Huurderslijn, de telefonische ledenservice waar huurders terecht kunnen met juridische problemen.
Om huurders te informeren over hun rechten en over actuele ontwikkelingen worden twee tijdschriften uitgegeven: Huurwijzer voor de individuele huurder en Huurpeil voor het actieve kader van de lokale huurdersorganisaties en de volkshuisvestingsdeskundigen.
Sinds zijn oprichting is de Woonbond lid van de International Union of Tenants (IUT), de internationale huurdersorganisatie, waarin huurdersorganisaties uit 34 landen zich hebben verenigd.